# Dipoena scabella
Dipoena scabella là một loài nhện trong họ Theridiidae.
Loài này thuộc chi Dipoena. Dipoena scabella được Eugène Simon miêu tả năm 1903.